# Holmcultram Abbey
Holmcultram Abbey (även Holm Cultram Abbey) är en klosterkyrka i Storbritannien som uppfördes år 1150.  Det ligger i grevskapet Cumbria och riksdelen England, i den centrala delen av landet, 400 km nordväst om huvudstaden London. Holmcultram Abbey ligger 12 meter över havet.
Klostret upplöstes 1538 och delar av klostret ingår sedan dess i församlingens kyrka . Stenar från klosterkyrkan återfinns också i andra byggnader i samhället.

## Geografi
Terrängen runt Holmcultram Abbey är platt. Runt Holmcultram Abbey är det ganska tätbefolkat, med 70 invånare per kvadratkilometer. Närmaste större samhälle är Wigton, 8,1 km öster om Holmcultram Abbey. Trakten runt Holmcultram Abbey består i huvudsak av gräsmarker .